# The Sleepwalkers (книга Кестлера)
The Sleepwalkers: A History of Man's Changing Vision of the Universe — книга Артура Кестлера 1959 року. Він простежує історію західної космології від стародавньої Месопотамії до Ісаака Ньютона . Він припускає, що відкриття в науці виникають через процес, схожий на лунатизм. Не тому, що вони виникають випадково, а тому, що вчені не повністю усвідомлюють, чим керуються їхні дослідження, і вони не повністю усвідомлюють наслідки того, що вони відкривають.

## Конспект
Центральною темою книги є зміна відносин між вірою та розумом. Кестлер досліджує, як ці, здавалося б, суперечливі нитки гармонійно існували в багатьох найвидатніших інтелектуалів Заходу. Він показує, що хоча сьогодні вони відчужені, у минулому найбільш новаторські мислителі часто були дуже духовними.
Ще одна повторювана тема цієї книги — руйнування парадигм для створення нових. Люди, включно з науковцями, чіпляються за плекані старі переконання з такою любов’ю та прихильністю, що відмовляються бачити неправильне у своїх ідеях і правду в нових ідеях, які прийдуть їм на зміну. (Кілька років по тому ця теза була розвинена Томасом Куном у «Структурі наукових революцій», в якій концепція «зміни парадигми» вийшла на перший план.)
Не заперечуючи величі Галілео Галілея та інших сучасних вчених, він вказав на їхні помилки, а іноді й інтелектуальну нечесність, стверджуючи, що: «Інтелектуальні гіганти наукової революції були карликами з моральної точки зору».  «Висновок, який він висуває наприкінці книги, полягає в тому, що сучасна наука надто старанно намагається бути раціональною. Вчені були найкращими, коли дозволяли собі поводитися як «лунатики», замість того, щоб надто щиро намагатися стверджувати». 

## Аналіз
Історик астрономії Оуен Ґінджеріх, визнаючи, що книга Кестлера сприяла його інтересу до історії науки, описав її (у 2004 році) як «дуже сумнівну» та розкритикував трактування історичних діячів як вигаданих.  Робота Ґінгерича, яку він згадує у книзі під назвою « Книга, яку ніхто не читав: гонитва за революціями Миколи Коперника », посилаючись на Кестлера, показує, що останній був цілковито неправий, коли сказав про «De Revolutionibus» Коперника, що це «книга, яка ніхто не читав» і «один із найбільших редакторських провалів усіх часів».
Французький математик Александр Гротендік цитує цю роботу як одне з джерел свого натхнення у своєму меморандумі під назвою Гротендік (1985). "'Récoltes et semailles. Réflexions et témoignages sur un passé de mathématicien'" (PDF) . стор. розд. 2 § 7, примітка 18.

## Дані публікації
- Артур Кестлер,  The Sleepwalkers: A History of Man's Changing Vision of the Universe (1959), Хатчінсон
- Вперше опубліковано в Сполучених Штатах MacMillan у 1959 році
- Опубліковано Penguin Books у 1964 році
- Перевидано Pelican Books у 1968 році
- Перевидано Peregrine Books у 1986 році;ISBN 0-14-055212-X
- Перевидано Arkana у 1989 році;ISBN 0-14-019246-8 [4]
- Розділи про Кеплера, уривки як The Watershed, опубліковані Doubleday Anchor у 1960 році як частина наукової серії досліджень.